# Science-Fiction-Filme der 2000er Jahre
Die Liste der Science-Fiction-Filme der 2000er Jahre gibt einen chronologischen Überblick über Kino- und abendfüllende TV-Produktionen, die im Zeitraum von 2000 bis 2009 in diesem Genre gedreht wurden. Bei der Nutzung ist zu beachten, dass ein Großteil der aufgeführten Filme sich mit artverwandten Genres aus dem Bereich der Phantastik wie Horror und Fantasy überschneidet, aber auch Katastrophenfilm und Komödie. Die Liste erhebt keinen Anspruch auf Vollständigkeit. Die Titel entsprechen im Fall verschiedener Benennungen dem Wikipedia-Lemma, die Namen der Regisseure der im jeweiligen Film angegebenen Form.
Bei der Einsetzung neuer Titel gilt, dass Serien bzw. Serienepisoden ihren Standort auf der Partnerseite Liste von Science-Fiction-Serien (2000er) haben. Weiterhin ist es erwünscht, dass ausschließlich Titel eingestellt werden, die innerhalb der deutschen Wikipedia über eigenständige Artikel verfügen.
Die Titelauswahl entspricht den auf der Hauptseite Liste von Science-Fiction-Filmen präsentierten Forschungsansätzen von Ronald M. Hahn und Volker Jansen (Lexikon des Science Fiction-Films) und Thomas Koebner (Filmgenres: Science Fiction). Sammelquellen wie epd Film, Filmdienst und IMDb dienen als zusätzliche Orientierungshilfe, sind den genre-basierten Fachwerken jedoch thematisch unterstellt.

## 2000
| Titel                                               | Regie                   | Produktionsland                  |
| --------------------------------------------------- | ----------------------- | -------------------------------- |
| The 6th Day                                         | Roger Spottiswoode      | Vereinigte Staaten               |
| 2002 – Durchgeknallt im All                         | Allan A. Goldstein      | Kanada                           |
| Battlefield Earth – Kampf um die Erde               | Roger Christian         | Vereinigte Staaten               |
| The Cell                                            | Tarsem Singh            | Vereinigte Staaten / Deutschland |
| Escaflowne – The Movie                              | Kazuki Akane            | Japan                            |
| Godzilla vs. Megaguirus                             | Masaaki Tezuka          | Japan                            |
| Good Vibrations – Sex vom anderen Stern             | Mike Nichols            | Vereinigte Staaten               |
| Happy Accidents                                     | Brad Anderson           | Vereinigte Staaten               |
| Hollow Man – Unsichtbare Gefahr                     | Paul Verhoeven          | Vereinigte Staaten / Deutschland |
| I.K.U.                                              | Shu Lea Cheang          | Japan                            |
| Mission to Mars                                     | Brian De Palma          | Vereinigte Staaten               |
| Pitch Black – Planet der Finsternis                 | David Twohy             | Vereinigte Staaten               |
| Red Planet                                          | Antony Hoffman          | Vereinigte Staaten / Australien  |
| Space Cowboys                                       | Clint Eastwood          | Vereinigte Staaten / Australien  |
| Supernova                                           | Walter Hill             | Vereinigte Staaten / Schweiz     |
| They Nest – Tödliche Brut                           | Ellory Elkayem          | Vereinigte Staaten               |
| Titan A.E.                                          | Don Bluth, Gary Goldman | Vereinigte Staaten               |
| USS Charleston – Die letzte Hoffnung der Menschheit | Russell Mulcahy         | Vereinigte Staaten / Australien  |
| X-Men                                               | Bryan Singer            | Vereinigte Staaten               |

## 2001
| Titel                                         | Regie                                   | Produktionsland                                                   |
| --------------------------------------------- | --------------------------------------- | ----------------------------------------------------------------- |
| A.I. – Künstliche Intelligenz                 | Steven Spielberg                        | Vereinigte Staaten                                                |
| Arachnid                                      | Jack Sholder                            | Spanien                                                           |
| Atlantis – Das Geheimnis der verlorenen Stadt | Gary Trousdale, Kirk Wise               | Vereinigte Staaten                                                |
| Avalon – Spiel um dein Leben                  | Mamoru Oshii                            | Japan / Polen                                                     |
| Donnie Darko                                  | Richard Kelly                           | Vereinigte Staaten                                                |
| Evolution                                     | Ivan Reitman                            | Vereinigte Staaten                                                |
| Final Fantasy: Die Mächte in dir              | Hironobu Sakaguchi, Motonori Sakakibara | Vereinigte Staaten / Japan                                        |
| Ghosts of Mars                                | John Carpenter                          | Vereinigte Staaten                                                |
| Godzilla, Mothra and King Ghidorah            | Shūsuke Kaneko                          | Japan                                                             |
| Impostor                                      | Gary Fleder                             | Vereinigte Staaten                                                |
| Jason X                                       | James Isaac                             | Vereinigte Staaten                                                |
| Jurassic Park III                             | Joe Johnston                            | Vereinigte Staaten                                                |
| K-PAX – Alles ist möglich                     | Iain Softley                            | Vereinigte Staaten / Deutschland                                  |
| Lara Croft: Tomb Raider                       | Simon West                              | Vereinigte Staaten / Vereinigtes Königreich / Japan / Deutschland |
| The Lost Skeleton of Cadavra                  | Larry Blamire                           | Vereinigte Staaten                                                |
| Mimic 2                                       | Jean de Segonzac                        | Vereinigte Staaten                                                |
| The One                                       | James Wong                              | Vereinigte Staaten                                                |
| Planet der Affen                              | Tim Burton                              | Vereinigte Staaten                                                |
| Replicant                                     | Ringo Lam                               | Vereinigte Staaten                                                |
| Spinnen des Todes                             | Scott Ziehl                             | Vereinigte Staaten                                                |
| Vanilla Sky                                   | Cameron Crowe                           | Vereinigte Staaten / Spanien                                      |

## 2002
| Titel                                           | Regie                     | Produktionsland                                                        |
| ----------------------------------------------- | ------------------------- | ---------------------------------------------------------------------- |
| 28 Days Later                                   | Danny Boyle               | Vereinigtes Königreich                                                 |
| Der Anschlag                                    | Phil Alden Robinson       | Vereinigte Staaten / Deutschland                                       |
| Arac Attack – Angriff der achtbeinigen Monster  | Ellory Elkayem            | Vereinigte Staaten / Australien                                        |
| Armitage III – Dual Matrix                      | Katsuhito Akiyama         | Japan                                                                  |
| Bloody Highway                                  | Jeff Leroy                | Vereinigte Staaten                                                     |
| Die Bourne Identität                            | Doug Liman                | Vereinigte Staaten / Deutschland / Tschechien                          |
| Carrie                                          | David Carson              | Vereinigte Staaten                                                     |
| Cube 2: Hypercube                               | Andrzej Sekuła            | Kanada                                                                 |
| Cypher                                          | Vincenzo Natali           | Vereinigte Staaten                                                     |
| Dead or Alive: Final                            | Takashi Miike             | Japan                                                                  |
| Equilibrium                                     | Kurt Wimmer               | Vereinigte Staaten                                                     |
| Godzilla against Mechagodzilla                  | Masaaki Tezuka            | Japan                                                                  |
| Die Herrschaft des Feuers                       | Rob S. Bowman             | Vereinigtes Königreich / Irland / Vereinigte Staaten                   |
| James Bond 007 – Stirb an einem anderen Tag     | Lee Tamahori              | Vereinigtes Königreich / Vereinigte Staaten                            |
| Men in Black II                                 | Barry Sonnenfeld          | Vereinigte Staaten                                                     |
| Minority Report                                 | Steven Spielberg          | Vereinigte Staaten                                                     |
| Pluto Nash – Im Kampf gegen die Mondmafia       | Ron Underwood             | Vereinigte Staaten / Australien                                        |
| Resident Evil                                   | Paul W. S. Anderson       | Vereinigtes Königreich / Deutschland / Frankreich / Vereinigte Staaten |
| Returner – Kampf um die Zukunft                 | Takashi Yamazaki          | Japan                                                                  |
| Rollerball                                      | John McTiernan            | Vereinigte Staaten / Deutschland / Japan                               |
| Der Schatzplanet                                | Ron Clements, John Musker | Vereinigte Staaten                                                     |
| S1m0ne                                          | Andrew Niccol             | Vereinigte Staaten                                                     |
| Signs – Zeichen                                 | M. Night Shyamalan        | Vereinigte Staaten                                                     |
| Solaris                                         | Steven Soderbergh         | Vereinigte Staaten                                                     |
| Spider-Man                                      | Sam Raimi                 | Vereinigte Staaten                                                     |
| Star Trek: Nemesis                              | Stuart Baird              | Vereinigte Staaten                                                     |
| Star Wars: Episode II – Angriff der Klonkrieger | George Lucas              | Vereinigte Staaten                                                     |
| Teknolust                                       | Lynn Hershman Leeson      | Vereinigte Staaten / Deutschland / Vereinigtes Königreich              |
| The Time Machine                                | Simon Wells               | Vereinigte Staaten                                                     |

## 2003
| Titel                                                  | Regie                                                        | Produktionsland                                                   |
| ------------------------------------------------------ | ------------------------------------------------------------ | ----------------------------------------------------------------- |
| Absolon                                                | David Barto                                                  | Kanada / Vereinigtes Königreich                                   |
| Alien Jäger – Mysterium in der Antarktis               | Ron Krauss                                                   | Vereinigte Staaten / Bulgarien                                    |
| Apparatspott – Gerangel in Ruum un Tied                | Martin Hermann                                               | Deutschland                                                       |
| Atlantis – Die Rückkehr                                | Victor Crook, Toby Shelton, Tad Stones                       | Vereinigte Staaten                                                |
| Blueprint                                              | Rolf Schübel                                                 | Deutschland                                                       |
| Code 46                                                | Michael Winterbottom                                         | Vereinigtes Königreich                                            |
| The Core – Der innere Kern                             | Jon Amiel                                                    | Vereinigte Staaten / Deutschland / Kanada                         |
| Dreamcatcher                                           | Lawrence Kasdan                                              | Vereinigte Staaten / Australien                                   |
| Godzilla: Tokyo SOS                                    | Masaaki Tezuka                                               | Japan                                                             |
| Hulk                                                   | Ang Lee                                                      | Vereinigte Staaten                                                |
| In tierischer Mission                                  | John Robert Hoffman                                          | Vereinigte Staaten                                                |
| Interstella 5555 – The 5tory of the 5ecret 5tar 5ystem | Leiji Matsumoto, Kazuhisa Takenôchi                          | Japan / Frankreich                                                |
| It’s All About Love                                    | Thomas Vinterberg                                            | Dänemark                                                          |
| Lara Croft: Tomb Raider – Die Wiege des Lebens         | Jan de Bont                                                  | Vereinigte Staaten / Vereinigtes Königreich / Deutschland / Japan |
| Matrix Reloaded                                        | Lana Wachowski, Lilly Wachowski (als Larry & Andy Wachowski) | Vereinigte Staaten / Australien                                   |
| Matrix Revolutions                                     | Lana Wachowski, Lilly Wachowski (als Larry & Andy Wachowski) | Vereinigte Staaten / Australien                                   |
| Moon Child                                             | Takahisa Zeze                                                | Japan                                                             |
| Natural City                                           | Min Byung-chun                                               | Südkorea                                                          |
| Paycheck – Die Abrechnung                              | John Woo                                                     | Vereinigte Staaten / Kanada                                       |
| Raumpatrouille Orion – Rücksturz ins Kino              | Michael Braun, Theo Mezger                                   | Deutschland                                                       |
| Sternenkind – Koi Mil Gaya                             | Rakesh Roshan                                                | Indien                                                            |
| Terminator 3 – Rebellion der Maschinen                 | Jonathan Mostow                                              | Vereinigte Staaten / Deutschland / Vereinigtes Königreich         |
| Timeline                                               | Richard Donner                                               | Vereinigte Staaten                                                |
| Undead                                                 | Michael Spierig, Peter Spierig                               | Australien                                                        |
| Wolfzeit                                               | Michael Haneke                                               | Frankreich / Österreich / Deutschland                             |
| Wonderful Days                                         | Kim Moon-saeng                                               | Südkorea / Vereinigte Staaten                                     |
| X-Men 2                                                | Bryan Singer                                                 | Vereinigte Staaten / Kanada                                       |

## 2004
| Titel                                             | Regie                           | Produktionsland                                                                 |
| ------------------------------------------------- | ------------------------------- | ------------------------------------------------------------------------------- |
| 2046                                              | Wong Kar-Wai                    | Hongkong / Volksrepublik China / Frankreich / Italien / Deutschland             |
| Alien vs. Predator                                | Paul W. S. Anderson             | Vereinigte Staaten / Vereinigtes Königreich / Tschechien / Kanada / Deutschland |
| Apokalypse Eis                                    | Christoph Schrewe               | Deutschland / Vereinigte Staaten                                                |
| Appleseed                                         | Shinji Aramaki                  | Japan                                                                           |
| Die Bourne Verschwörung                           | Paul Greengrass                 | Vereinigte Staaten / Deutschland                                                |
| Butterfly Effect                                  | Eric Bress, J. Mackye Gruber    | Vereinigte Staaten / Kanada                                                     |
| Casshern                                          | Kazuaki Kiriya                  | Japan                                                                           |
| Cube Zero                                         | Ernie Barbarash                 | Kanada                                                                          |
| Dawn of the Dead                                  | Zack Snyder                     | Vereinigte Staaten                                                              |
| The Day After Tomorrow                            | Roland Emmerich                 | Vereinigte Staaten                                                              |
| The Final Cut – Dein Tod ist erst der Anfang      | Omar Naim                       | Vereinigte Staaten / Kanada / Deutschland                                       |
| Die Frauen von Stepford                           | Frank Oz                        | Vereinigte Staaten                                                              |
| G.O.R.A.                                          | Ömer Faruk Sorak                | Türkei                                                                          |
| Ghettogangz – Die Hölle vor Paris                 | Pierre Morel                    | Frankreich                                                                      |
| Ghost in the Shell 2 – Innocence                  | Mamoru Oshii                    | Japan                                                                           |
| Godsend                                           | Nick Hamm                       | Vereinigte Staaten / Kanada                                                     |
| Godzilla: Final Wars                              | Ryūhei Kitamura                 | Japan / Australien / Vereinigte Staaten / Volksrepublik China                   |
| FAQ: Frequently Asked Questions                   | Carlos Atanes                   | Spanien                                                                         |
| I, Robot                                          | Alex Proyas                     | Vereinigte Staaten / Deutschland                                                |
| Immortal – New York 2095: Die Rückkehr der Götter | Enki Bilal                      | Frankreich / Italien / Vereinigtes Königreich                                   |
| Der Manchurian Kandidat                           | Jonathan Demme                  | Vereinigte Staaten                                                              |
| One Point Zero – Du bist programmiert             | Jeff Renfroe, Marteinn Thorsson | Vereinigte Staaten / Rumänien / Island                                          |
| The Place Promised In Our Early Days              | Makoto Shinkai                  | Japan                                                                           |
| Primer                                            | Shane Carruth                   | Vereinigte Staaten                                                              |
| Resident Evil: Apocalypse                         | Alexander Witt                  | Vereinigte Staaten / Kanada / Vereinigtes Königreich / Deutschland / Frankreich |
| Riddick: Chroniken eines Kriegers                 | David Twohy                     | Vereinigte Staaten                                                              |
| Sky Captain and the World of Tomorrow             | Kerry Conran                    | Vereinigte Staaten / Vereinigtes Königreich / Italien                           |
| Spider-Man 2                                      | Sam Raimi                       | Vereinigte Staaten                                                              |
| Starship Troopers 2: Held der Föderation          | Phil Tippett                    | Vereinigte Staaten                                                              |
| Thunderbirds                                      | Jonathan Frakes                 | Vereinigtes Königreich / Frankreich                                             |
| (T)Raumschiff Surprise – Periode 1                | Michael Herbig                  | Deutschland                                                                     |
| Die Vergessenen                                   | Joseph Ruben                    | Vereinigte Staaten                                                              |
| Vergiss mein nicht!                               | Michel Gondry                   | Vereinigte Staaten                                                              |

## 2005
| Titel                                       | Regie                         | Produktionsland                                                        |
| ------------------------------------------- | ----------------------------- | ---------------------------------------------------------------------- |
| 9                                           | Shane Acker                   | Vereinigte Staaten                                                     |
| Acarophobia: Cami – Königin der Insekten    | Jeffery Scott Lando           | Kanada                                                                 |
| Æon Flux                                    | Karyn Kusama                  | Vereinigte Staaten                                                     |
| Allegro                                     | Christoffer Boe               | Dänemark                                                               |
| Batman Begins                               | Christopher Nolan             | Vereinigte Staaten / Vereinigtes Königreich                            |
| The Cave                                    | Bruce Hunt                    | Vereinigte Staaten / Deutschland                                       |
| Doom – Der Film                             | Andrzej Bartkowiak            | Vereinigte Staaten / Vereinigtes Königreich / Tschechien / Deutschland |
| End Day                                     | Gareth Edwards                | Vereinigtes Königreich                                                 |
| Fantastic Four                              | Tim Story                     | Vereinigte Staaten / Deutschland                                       |
| Final Fantasy VII: Advent Children          | Tetsuya Nomura, Takashi Nozue | Japan                                                                  |
| Finale – Die Welt im Krieg                  | Craig R. Baxley               | Vereinigte Staaten / Kanada                                            |
| H. G. Wells’ The War of the Worlds          | Timothy Hines                 | Vereinigte Staaten                                                     |
| Himmel und Huhn                             | Mark Dindal                   | Vereinigte Staaten                                                     |
| Die Insel                                   | Michael Bay                   | Vereinigte Staaten                                                     |
| The Jacket                                  | John Maybury                  | Vereinigte Staaten / Deutschland                                       |
| Kampfansage – Der letzte Schüler            | Johannes Jaeger               | Deutschland                                                            |
| Krieg der Welten                            | Steven Spielberg              | Vereinigte Staaten                                                     |
| Land of the Dead                            | George A. Romero              | Vereinigte Staaten / Frankreich / Kanada                               |
| Per Anhalter durch die Galaxis              | Garth Jennings                | Vereinigte Staaten / Vereinigtes Königreich                            |
| Robots                                      | Chris Wedge, Carlos Saldanha  | Vereinigte Staaten                                                     |
| Serenity – Flucht in neue Welten            | Joss Whedon                   | Vereinigte Staaten                                                     |
| Slipstream – Im Schatten der Zeit           | David van Eyssen              | Vereinigte Staaten / Südafrika / Sambia / Deutschland                  |
| A Sound of Thunder                          | Peter Hyams                   | Vereinigtes Königreich / Vereinigte Staaten / Deutschland / Tschechien |
| Star Wars: Episode III – Die Rache der Sith | George Lucas                  | Vereinigte Staaten                                                     |
| Stealth – Unter dem Radar                   | Rob Cohen                     | Vereinigte Staaten                                                     |
| The Wild Blue Yonder                        | Werner Herzog                 | Deutschland / Frankreich / Österreich / Vereinigtes Königreich         |
| Zathura – Ein Abenteuer im Weltraum         | Jon Favreau                   | Vereinigte Staaten                                                     |

## 2006
| Titel                                        | Regie                                                        | Produktionsland                                           |
| -------------------------------------------- | ------------------------------------------------------------ | --------------------------------------------------------- |
| Aachi & Ssipak                               | Jo Beom-jin                                                  | Südkorea                                                  |
| Alien Autopsy – Das All zu Gast bei Freunden | Jonny Campbell                                               | Vereinigtes Königreich / Deutschland                      |
| Anderland                                    | Jens Lien                                                    | Norwegen                                                  |
| Children of Men                              | Alfonso Cuarón                                               | Vereinigte Staaten / Vereinigtes Königreich               |
| The Cold Hour                                | Elio Quiroga                                                 | Spanien                                                   |
| Daft Punk’s Electroma                        | Daft Punk                                                    | Frankreich / Vereinigte Staaten                           |
| Déjà Vu – Wettlauf gegen die Zeit            | Tony Scott                                                   | Vereinigte Staaten / Vereinigtes Königreich               |
| The Fountain                                 | Darren Aronofsky                                             | Vereinigte Staaten / Kanada                               |
| The Host                                     | Bong Joon-ho                                                 | Südkorea / Japan                                          |
| Idiocracy                                    | Mike Judge                                                   | Vereinigte Staaten                                        |
| Krrish, der Sternenheld                      | Rakesh Roshan                                                | Indien                                                    |
| Das Mädchen, das durch die Zeit sprang       | Mamoru Hosoda                                                | Japan                                                     |
| Meltdown – Days of Destruction               | Rick Drew                                                    | Vereinigte Staaten                                        |
| Paprika                                      | Satoshi Kon                                                  | Japan                                                     |
| PROXIMA                                      | Carlos Atanes                                                | Spanien                                                   |
| Renaissance                                  | Christian Volckman                                           | Frankreich / Vereinigtes Königreich / Luxemburg           |
| A Scanner Darkly – Der dunkle Schirm         | Richard Linklater                                            | Vereinigte Staaten                                        |
| Slither – Voll auf den Schleim gegangen      | James Gunn                                                   | Kanada / Vereinigte Staaten                               |
| Southland Tales                              | Richard Kelly                                                | Vereinigte Staaten / Frankreich / Deutschland             |
| Superman Returns                             | Bryan Singer                                                 | Vereinigte Staaten                                        |
| Ultraviolet                                  | Kurt Wimmer                                                  | Vereinigte Staaten                                        |
| V wie Vendetta                               | Lana Wachowski, Lilly Wachowski (als Larry & Andy Wachowski) | Vereinigte Staaten / Vereinigtes Königreich / Deutschland |
| Vergeltung – Sie werden Dich finden          | Eduardo Sánchez                                              | Vereinigte Staaten                                        |
| Die Wolke                                    | Gregor Schnitzler                                            | Deutschland                                               |
| X-Men: Der letzte Widerstand                 | Brett Ratner                                                 | Vereinigte Staaten / Kanada / Vereinigtes Königreich      |

## 2007
| Titel                                         | Regie                       | Produktionsland                                                                     |
| --------------------------------------------- | --------------------------- | ----------------------------------------------------------------------------------- |
| 28 Weeks Later                                | Juan Carlos Fresnadillo     | Vereinigtes Königreich / Spanien                                                    |
| 2030 – Aufstand der Alten                     | Jörg Lühdorff               | Deutschland                                                                         |
| 30.000 Meilen unter dem Meer                  | Gabriel Bologna             | Vereinigte Staaten                                                                  |
| Alien Teacher                                 | Ole Bornedal                | Dänemark                                                                            |
| Aliens vs. Predator 2                         | Colin Strause, Greg Strause | Vereinigte Staaten                                                                  |
| La Antena                                     | Esteban Sapir               | Argentinien                                                                         |
| Auf Nummer sicher?                            | David Dietl                 | Deutschland                                                                         |
| Das Bourne Ultimatum                          | Paul Greengrass             | Vereinigte Staaten / Deutschland / Vereinigtes Königreich                           |
| Chrysalis – Tödliche Erinnerung               | Julien Leclercq             | Frankreich                                                                          |
| Diary of the Dead                             | George A. Romero            | Vereinigte Staaten                                                                  |
| Eden Log                                      | Franck Vestiel              | Frankreich                                                                          |
| Evangelion: 1.11 – You Are (Not) Alone.       | Hideaki Anno                | Japan                                                                               |
| Fantastic Four: Rise of the Silver Surfer     | Tim Story                   | Vereinigte Staaten / Vereinigtes Königreich / Deutschland                           |
| Flatland                                      | Ladd Ehlinger Jr.           | Vereinigte Staaten                                                                  |
| Der Goldene Kompass                           | Chris Weitz                 | Vereinigte Staaten / Vereinigtes Königreich                                         |
| Der Große Japaner – Dainipponjin              | Hitoshi Matsumoto           | Japan                                                                               |
| I Am Legend                                   | Francis Lawrence            | Vereinigte Staaten                                                                  |
| I Am Omega                                    | Griff Furst                 | Vereinigte Staaten                                                                  |
| Invasion                                      | Oliver Hirschbiegel         | Vereinigte Staaten / Australien                                                     |
| The Man From Earth                            | Richard Schenkman           | Vereinigte Staaten                                                                  |
| Mimzy – Meine Freundin aus der Zukunft        | Robert Shaye                | Vereinigte Staaten                                                                  |
| Der Nebel                                     | Frank Darabont              | Vereinigte Staaten                                                                  |
| Next                                          | Lee Tamahori                | Vereinigte Staaten                                                                  |
| Paragraph 78 – Das Spiel des Todes            | Michail Chleborodow         | Russland                                                                            |
| Resident Evil: Extinction                     | Russell Mulcahy             | Vereinigte Staaten / Vereinigtes Königreich / Australien / Deutschland / Frankreich |
| Sex and Death 101                             | Daniel Waters               | Vereinigte Staaten                                                                  |
| Spider-Man 3                                  | Sam Raimi                   | Vereinigte Staaten                                                                  |
| Stirb langsam 4.0                             | Len Wiseman                 | Vereinigte Staaten / Vereinigtes Königreich                                         |
| Sunshine                                      | Danny Boyle                 | Vereinigtes Königreich / Vereinigte Staaten                                         |
| TMNT – Teenage Mutant Ninja Turtles           | Kevin Munroe                | Hongkong / Vereinigte Staaten                                                       |
| Terra                                         | Aristomenis Tsirbas         | Vereinigte Staaten                                                                  |
| Timecrimes – Mord ist nur eine Frage der Zeit | Nacho Vigalondo             | Spanien                                                                             |
| Transformers                                  | Michael Bay                 | Vereinigte Staaten                                                                  |
| Triff die Robinsons                           | Stephen J. Anderson         | Vereinigte Staaten                                                                  |
| Underdog – Unbesiegt weil er fliegt           | Frederik Du Chau            | Vereinigte Staaten                                                                  |

## 2008
| Titel                                                 | Regie               | Produktionsland                                                       |
| ----------------------------------------------------- | ------------------- | --------------------------------------------------------------------- |
| 20 Years After                                        | Jim Torres          | Vereinigte Staaten                                                    |
| 100 Million BC                                        | Griff Furst         | Vereinigte Staaten                                                    |
| 2012: Doomsday                                        | Nick Everhart       | Vereinigte Staaten                                                    |
| Akte X – Jenseits der Wahrheit                        | Chris Carter        | Vereinigte Staaten / Kanada                                           |
| Alien Love Triangle                                   | Danny Boyle         | Vereinigtes Königreich                                                |
| Alien Raiders                                         | Ben Rock            | Vereinigte Staaten                                                    |
| Apparatspott – Dat mokt wie gistern                   | Martin Hermann      | Deutschland                                                           |
| Babylon A.D.                                          | Mathieu Kassovitz   | Vereinigte Staaten / Frankreich / Vereinigtes Königreich              |
| City of Ember – Flucht aus der Dunkelheit             | Gil Kenan           | Vereinigte Staaten                                                    |
| Cloverfield                                           | Matt Reeves         | Vereinigte Staaten                                                    |
| Dante 01                                              | Marc Caro           | Frankreich                                                            |
| The Dark Knight                                       | Christopher Nolan   | Vereinigte Staaten / Vereinigtes Königreich                           |
| The Dead Outside                                      | Kerry Anne Mullaney | Vereinigtes Königreich                                                |
| Death Race                                            | Paul W. S. Anderson | Vereinigte Staaten / Deutschland / Vereinigtes Königreich             |
| Doomsday – Tag der Rache                              | Neil Marshall       | Vereinigtes Königreich / Vereinigte Staaten / Südafrika / Deutschland |
| Eagle Eye – Außer Kontrolle                           | D. J. Caruso        | Vereinigte Staaten / Deutschland                                      |
| Far Cry                                               | Uwe Boll            | Kanada / Deutschland                                                  |
| Franklyn – Die Wahrheit trägt viele Masken            | Gerald McMorrow     | Vereinigtes Königreich / Frankreich                                   |
| The Happening                                         | M. Night Shyamalan  | Vereinigte Staaten / Indien / Frankreich                              |
| Horror in the Wind                                    | Max Mitchell        | Vereinigte Staaten                                                    |
| Indiana Jones und das Königreich des Kristallschädels | Steven Spielberg    | Vereinigte Staaten                                                    |
| Iron Man                                              | Jon Favreau         | Vereinigte Staaten                                                    |
| Jumper                                                | Doug Liman          | Vereinigte Staaten / Kanada                                           |
| Mensch, Dave!                                         | Brian Robbins       | Vereinigte Staaten                                                    |
| Mutant Chronicles                                     | Simon Hunter        | Vereinigte Staaten / Vereinigtes Königreich                           |
| Outlander                                             | Howard McCain       | Vereinigte Staaten / Deutschland                                      |
| Repo! The Genetic Opera                               | Darren Lynn Bousman | Vereinigte Staaten                                                    |
| Ruinen                                                | Carter Smith        | Vereinigte Staaten / Australien                                       |
| Sleep Dealer                                          | Alex Rivera         | Mexiko / Vereinigte Staaten                                           |
| Die Stadt der Blinden                                 | Fernando Meirelles  | Kanada / Brasilien / Japan                                            |
| Star Wars: The Clone Wars                             | Dave Filoni         | Vereinigte Staaten                                                    |
| Starship Troopers 3: Marauder                         | Edward Neumeier     | Vereinigte Staaten/ Südafrika                                         |
| Der Tag, an dem die Erde stillstand                   | Scott Derrickson    | Vereinigte Staaten / Kanada                                           |
| Tokyo Gore Police                                     | Yoshihiro Nishimura | Japan / Vereinigte Staaten                                            |
| Der unglaubliche Hulk                                 | Louis Leterrier     | Vereinigte Staaten                                                    |
| WALL·E – Der Letzte räumt die Erde auf                | Andrew Stanton      | Vereinigte Staaten                                                    |

## 2009
| Titel                                               | Regie                        | Produktionsland                                          |
| --------------------------------------------------- | ---------------------------- | -------------------------------------------------------- |
| 9                                                   | Shane Acker                  | Vereinigte Staaten                                       |
| 2012                                                | Roland Emmerich              | Vereinigte Staaten                                       |
| 2012                                                | Marcus Overbeck              | Deutschland                                              |
| The Age of Stupid                                   | Franny Armstrong             | Vereinigtes Königreich                                   |
| Alien Trespass                                      | R. W. Goodwin                | Vereinigte Staaten / Kanada                              |
| Astro Boy – Der Film                                | David Bowers                 | Hongkong / Vereinigte Staaten / Japan                    |
| Ataque de Pánico!                                   | Fede Álvarez                 | Uruguay                                                  |
| Autumn of the Living Dead                           | Steven Rumbelow              | Kanada                                                   |
| Avatar – Aufbruch nach Pandora                      | James Cameron                | Vereinigte Staaten                                       |
| The Box – Du bist das Experiment                    | Richard Kelly                | Vereinigte Staaten                                       |
| Cargo                                               | Ivan Engler, Ralph Etter     | Schweiz                                                  |
| Carriers                                            | Àlex Pastor, David Pastor    | Vereinigte Staaten                                       |
| District 9                                          | Neill Blomkamp               | Vereinigte Staaten / Neuseeland / Kanada / Südafrika     |
| Evangelion: 2.22 – You Can (Not) Advance.           | Hideaki Anno                 | Japan                                                    |
| Faktor 8 – Der Tag ist gekommen                     | Rainer Matsutani             | Deutschland                                              |
| Die fast vergessene Welt                            | Brad Silberling              | Vereinigte Staaten                                       |
| Die Frau des Zeitreisenden The Time Traveler’s Wife | Robert Schwentke             | Vereinigte Staaten                                       |
| Frequently Asked Questions About Time Travel        | Gareth Carrivick             | Vereinigtes Königreich                                   |
| G.I. Joe – Geheimauftrag Cobra                      | Stephen Sommers              | Vereinigte Staaten / Tschechien                          |
| Gamer                                               | Mark Neveldine, Brian Taylor | Vereinigte Staaten                                       |
| Inglourious Basterds                                | Quentin Tarantino            | Vereinigte Staaten / Deutschland                         |
| Die Jagd zum magischen Berg                         | Andy Fickman                 | Vereinigte Staaten                                       |
| Kenny Begins                                        | Mats Lindberg, Carl Åstrand  | Schweden                                                 |
| Knowing – Die Zukunft endet jetzt                   | Alex Proyas                  | Vereinigte Staaten / Vereinigtes Königreich / Australien |
| Monsters vs. Aliens                                 | Rob Letterman, Conrad Vernon | Vereinigte Staaten                                       |
| Moon                                                | Duncan Jones                 | Vereinigtes Königreich                                   |
| Mr. Nobody                                          | Jaco Van Dormael             | Frankreich / Deutschland / Kanada / Belgien              |
| Die Noobs – Klein aber gemein                       | John Schultz                 | Vereinigte Staaten                                       |
| Pandorum                                            | Christian Alvart             | Vereinigtes Königreich / Deutschland                     |
| Planet 51                                           | Jorge Blanco                 | Spanien / Vereinigtes Königreich / Vereinigte Staaten    |
| Push                                                | Paul McGuigan                | Vereinigte Staaten / Vereinigtes Königreich              |
| The Road                                            | John Hillcoat                | Vereinigte Staaten                                       |
| Robo Geisha                                         | Noboru Iguchi                | Japan                                                    |
| Splice – Das Genexperiment                          | Vincenzo Natali              | Kanada / Frankreich / Vereinigte Staaten                 |
| Star Trek                                           | J. J. Abrams                 | Vereinigte Staaten / Deutschland                         |
| Surrogates – Mein zweites Ich                       | Jonathan Mostow              | Vereinigte Staaten                                       |
| Survival of the Dead                                | George A. Romero             | Vereinigte Staaten / Kanada                              |
| Terminator: Die Erlösung                            | McG                          | Vereinigte Staaten                                       |
| Transformers – Die Rache                            | Michael Bay                  | Vereinigte Staaten                                       |
| Universal Soldier: Regeneration                     | John Hyams                   | Vereinigte Staaten                                       |
| Die vierte Art                                      | Olatunde Osunsanmi           | Vereinigte Staaten                                       |
| Vulkan                                              | Uwe Janson                   | Deutschland                                              |
| Watchmen – Die Wächter                              | Zack Snyder                  | Vereinigte Staaten                                       |
| Zombieland                                          | Ruben Fleischer              | Vereinigte Staaten                                       |